# Tranvibus de Murcie
Le Tranvibus de Murcie (en espagnol : Tranvibús) est un projet de réseau de transport en commun en site propre de type bus à haut niveau de service qui dessert la ville de Murcie, capitale de la région de Murcie, en Espagne.

## Histoire
Au cours de la campagne des élections municipales du 24 mai 2019, le maire de Murcie et candidat à sa réélection José Ballesta annonce qu'en cas de victoire, il mettra en œuvre un nouveau plan de mobilités prévoyant la réalisation de deux lignes de bus à haut niveau de service traversant la ville, l'une du nord au sud et l'autre d'est en ouest, servies par des bus articulés à haute capacité et 100 % électriques,.
Le bureau municipal approuve en janvier 2020 une demande de financement auprès du Fonds européen de développement régional (FEDER). Celle-ci aboutit en décembre 2021 à l'approbation d'une enveloppe de 17 millions € pour la réalisation des voies réservées, la mairie précisant que le projet initial de Tranvibus a été retravaillé par l'équipe municipale ayant succédé au cours de l'année à celle de José Ballesta.
La nouvelle armature du réseau est présentée le 10 décembre 2021, consistant en trois lignes ayant toutes pour point de départ la place Circulaire, située au centre de Murcie et dotée d'une station multimodale en correspondance avec la ligne de tramway : une ligne vers le sud pour connecter la ville avec le village d'El Palmar et le centre hospitalier de la Vierge de La Arrixaca ; une jusqu'à l'extrême nord de la ville, où se situe le bureau de l'immigration (Oficina de Extranjería) ; et une en boucle autour du centre-ville. La mise en service commerciale est annoncée pour la fin de l'année 2023.

## Réseau
Le réseau du Tranvibus sera long de 20,84 kilomètres, entièrement en site propre. Il comptera trois lignes, dont une en boucle, la place Circulaire (Plaza Circular) servant de point de départ pour les trois tronçons :
| Ligne  | Terminus       | Terminus       | Longueur | Stations |
| ------ | -------------- | -------------- | -------- | -------- |
| 1      | Plaza Circular | El Palmar      | 8,4 km   |          |
| 2      | Plaza Circular | Extranjería    | 6,37 km  |          |
| 3      | Plaza Circular | Plaza Circular | 6,07 km  |          |
| Total: | Total:         | Total:         | 20,84 km |          |